# Sugar, Sugar (film)
Sugar, Sugar är en brittisk TV-film från 1998, med Sarah Manners i rollen som en tonåring på glid. 

## Handling
Sugar är en ung, vacker men rastlös flicka som blivit utnyttjad och nu vet att utnyttja andra. Hon rymmer hemifrån till London för att slippa undan sina grymma föräldrar. Hon känner ingen i huvudstaden, och vandrar runt på Londons gator tills hon kollapsar av utmattning i tunnelbanan. Hon förs till sjukhus, där hon röntgas och blir inlagd för observation. Här blir hon vän med Steve och hans kompisar och börjar tjänar lite pengar på en strippklubb som dansare. Men Sugars föräldrar ger inte upp hoppet om, att en dag ska dottern återvända med familjens hemlighet.